# Майкл Вартан
Майкл Вартан (англ. Michael Vartan; *27 листопада 1968, Мадрид, Іспанія) — французько-американський актор кіно та телебачення.
Майкл Вартан народився у Булонь-Біянкур у французькому департаменті О-де-Сен. Він є сином музиканта Едді Вартана, та художниці й акторки Доріс (до шлюбу Пушер). Його тітка по батькові — співачка Сільвія Вартан та його вітчим — письменник Ян ла Френес. Дід Майкла Вартана по материнській лінії був болгарином, тоді як бабуся по батьківській  лінії була угорською єврейкою. Мати Майкла є польською єврейкою, що емігрувала до США.

## Фільмографія
- 1988: The Black Leather Jacket
- 1993: Фіоріль / Fiorile
- 1995: To Wong Foo, Thanks for Everything! Julie Newmar
- 1996: The Pallbearer
- 1997: Друзі (серіал) / Friends
- 1997: The Myth of Fingerprints
- 1998: The Curve
- 1998: Нецілована / Never Been Kissed
- 2000: Найкращий друг / The Next Best Thing
- 2000: The Mists of Avalon
- 2001: Шпигунка (телесеріал) / Alias
- 2002: Фото за годину / One Hour Photo
- 2005: Якщо свекруха — монстр / Monster-in-Law — доктор Кевін Філдс
- 2005: Rogue
- 2007: Big Shots (телесеріал)
- 2008: Jolene
- 2009: Hawthorne (телесеріал)
- 2011: Коломбіана / Colombiana — Денні Дайлені